# Rekrut (serial telewizyjny)
Rekrut (ang. The Rookie) – amerykański serial telewizyjny (dramat policyjny, kryminał) wyprodukowany przez ABC Studios, Entertainment One oraz Perfectman Pictures, którego twórcą jest Alexi Hawley.
Serial jest emitowany od 16 października 2018 roku na ABC, w Polsce od 11 grudnia 2018 roku w AXN.

## Fabuła
Serial opowiada historię Johna Nolana, czterdziestoletniego budowlańca, który jest na życiowym zakręcie. Pewnego dnia przeżywa napad na bank. To wydarzenie zmienia go, postanawia wstąpić do akademii policyjnej. Po 9 miesiącach, po jej ukończeniu rozpoczyna służbę jednym z komisariatów w Los Angeles, stając się najstarszym rekrutem w policji.

## Obsada

### Główne role
- Nathan Fillion – John Nolan
- Alyssa Diaz – Angela Lopez[3]
- Richard T. Jones – Wade Grey[4]
- Titus Makin – Jackson West[5] (sezon 1-3)
- Mercedes Mason – Zoe Andersen[6] (sezon 1)
- Melissa O’Neil – Lucy Chen[7]
- Afton Williamson – Talia Bishop (sezon 1)
- Eric Winter – Tim Bradford
- Mekia Cox(inne języki) - Nyla Harper[8]
- Shawn Ashmore - Wesley Evers
- Jenna Dewan - Bailey Nune
- Tru Valentino - Aaron Thorsen (sezon 4-6)
- Lisseth Chavez - Celina Juarez

### W pozostałych rolach
- Harold Perrineau - Nick Armstrong (sezon 2-3)
- Dylan Conrique - Tamara Colins
- Brent Huff - Quigley Smitty
- Bridget Regan - Monica Stevens
- Angel Parker - Luna Grey
- Matthew Glave - Oscar Hutchinson
- Sara Rue - Nell Forester
- Zayne Emory - Henry Nolan
- Annie Wersching - Rosalind Dyer

## Odcinki
| Sezon | Sezon | Odcinki | Oryginalna emisja (ABC) | Oryginalna emisja (ABC) | Emisja w Polsce (AXN) | Emisja w Polsce (AXN) | Emisja w Polsce (AXN) |
| Sezon | Sezon | Odcinki | Premiera sezonu         | Finał sezonu            | Premiera sezonu       | Finał sezonu          |                       |
| ----- | ----- | ------- | ----------------------- | ----------------------- | --------------------- | --------------------- | --------------------- |
|       | 1     | 20      | 16 października 2018    | 16 kwietnia 2019        | 11 grudnia 2018       | 4 czerwca 2019        |                       |
|       | 2     | 20      | 29 września 2019        | 10 maja 2020            | 22 stycznia 2020      | 3 czerwca 2020        |                       |
|       | 3     | 14      | 3 stycznia 2021         | 16 maja 2021            | 1 czerwca 2021        | 31 sierpnia 2021      |                       |
|       | 4     | 22      | 26 września 2021        | 15 maja 2022            | 22 lutego 2022        | 26 lipca 2022         |                       |
|       | 5     | 22      | 25 września 2022        | 2 maja 2023             | 21 lutego 2023        | 25 lipca 2023         |                       |
|       | 6     | 10      | 20 lutego 2024          | 21 maja 2024            | 20 sierpnia 2024      | 22 października 2024  |                       |
|       | 7     | 18      | 7 stycznia 2025         | 13 maja 2025            | 27 maja 2025          | nieemitowany          |                       |

### Sezon 1 (2018–2019)
| N/o | #  | Tytuł                          | Polski tytuł           | Reżyseria        | Scenariusz                            | Premiera (ABC)       | Premiera w Polsce (AXN) |
| --- | -- | ------------------------------ | ---------------------- | ---------------- | ------------------------------------- | -------------------- | ----------------------- |
| 1 | 1  | Pilot                          | Pilot                  | Liz Friedlander  | Alexi Hawley                          | 16 października 2018 | 11 grudnia 2018         |
| 2 | 2  | Crash Course                   | Błyskawiczne wdrożenie | Adam Davidson    | Alexi Hawley                          | 23 października 2018 | 18 grudnia 2018         |
| 3 | 3  | The Good, the Bad and the Ugly | Dobrzy, źli i brzydcy  | Greg Beeman      | Liz Alper, Ally Seibert               | 30 października 2018 | 22 stycznia 2019        |
| 4 | 4  | The Switch                     | Zmiana                 | Toa Fraser       | Vincent Angell                        | 13 listopada 2018    | 29 stycznia 2019        |
| gościnne występy:Steven Allerick jako Bo Sokolovsky, Cameron Gharaee jako Clyde                                                                                              |    |                                |                        |                  |                                       |                      |                         |
| 5 | 5  | The Roundup                    | Rozgrywki              | Brooke Valentine | Marcus Black                          | 20 listopada 2018    | 5 lutego 2019           |
| gościnne występy: Mitchell Edwards jako Antonio, Ty Haile jako Jeffrey. Currie Graham jako Ben McRee                                                                         |    |                                |                        |                  |                                       |                      |                         |
| 6 | 6  | The Hawke                      | Hawke                  | Timothy Busfield | Fredrick Kotto                        | 27 listopada 2018    | 12 lutego 2019          |
| gościnne występy: Danny Nucci jako detektyw Sanford Motta, Ryan Michelle Bathe jako detektyw Jennifer Paige, Shawn Christian jako Jeremy Hawke                               |    |                                |                        |                  |                                       |                      |                         |
| 7 | 7  | The Ride Along                 | Przejażdżka            | Cherie Nowlan    | Robert Bella                          | 4 grudnia 2018       | 19 lutego 2019          |
| gościnne występy: Make-A-Wish kid Kaydence Patton jako oficer Patton, Jonno Roberts jako Rupert Payne                                                                        |    |                                |                        |                  |                                       |                      |                         |
| 8 | 8  | Time of Death (Part 1)         | Czas śmierci (Część 1) | Mike Goi         | Brynn Malone                          | 11 grudnia 2018      | 26 lutego 2019          |
| gościnne występy: Mircea Monroe jako Isabel Bradford, David DeSantos jako detektyw Elijah Vestri, Demetrius Grosse jako detektyw Kevin Wolfe                                 |    |                                |                        |                  |                                       |                      |                         |
| 9 | 9  | Standoff (Part 2)              | Konfrontacja (Część 2) | John Terlesky    | Alexi Hawley                          | 8 stycznia 2019      | 5 marca 2019            |
| gościnne występy: Mircea Monroe jako Isabel Bradford, David DeSantos jako detektyw Elijah Vestri, Demetrius Grosse jako detektyw Kevin Wolfe. Sam Duffy jako Kyle Montgomery |    |                                |                        |                  |                                       |                      |                         |
| 10 | 10 | Flesh and Blood                | Krew z krwi            | Jessica Yu       | Inda Craig-Galvan                     | 15 stycznia 2019     | 12 marca 2019           |
| gościnne występy: Shawn Ashmore jako Wesley Evers, Zayne Emory jako Henry Nolan, Brian Leckner jako oficer Holcomb, Jade Payton jako Dominique Grey                          |    |                                |                        |                  |                                       |                      |                         |
| 11 | 11 | Redwood                        | Wizyta wiceprezydenta  | Sylvain White    | Ally Seibert, Liz Alper               | 22 stycznia 2019     | 19 marca 2019           |
| 12 | 12 | Heartbreak                     | Złamane serca          | Carol Banker     | Vincent Angell                        | 12 lutego 2019       | 26 marca 2019           |
| 13 | 13 | Caught Stealing                | Kradzież               | Omar Madha       | David Radcliff                        | 19 lutego 2019       | 2 kwietnia 2019         |
| 14 | 14 | Plain Clothes Day              | Dzień w cywilu         | Mike Goi         | Terence Paul Winter                   | 26 lutego 2019       | 9 kwietnia 2019         |
| 15 | 15 | Manhunt                        | Pościg                 | Bill Johnson     | Robert Bella                          | 5 marca 2019         | 16 kwietnia 2019        |
| 16 | 16 | Greenlight                     | Cofnąć wyrok           | Valerie Weiss    | Brynn Malone                          | 19 marca 2019        | 7 maja 2019             |
| 17 | 17 | The Shake Up                   | Wstrząs                | Steve Robin      | Alexi Hawley                          | 26 marca 2019        | 14 maja 2019            |
| 18 | 18 | Homefront                      | Z jednego domu         | April Mullen     | Bill Rinier, Natalie Callaghan        | 2 kwietnia 2019      | 21 maja 2019            |
| 19 | 19 | The Checklist                  | Komplet punktów        | John Fortenberry | Elizabeth Davis Beall, Fredrick Kotto | 9 kwietnia 2019      | 28 maja 2019            |
| 20 | 20 | Free Fall                      | Zamach                 | Mike Goi         | Alexi Hawley                          | 16 kwietnia 2019     | 4 czerwca 2019          |

### Sezon 2 (2019–2020)
| N/o | #  | Tytuł                  | Polski tytuł            | Reżyseria           | Scenariusz                                 | Premiera (ABC)       | Premiera w Polsce (AXN) |
| --- | -- | ---------------------- | ----------------------- | ------------------- | ------------------------------------------ | -------------------- | ----------------------- |
| 21  | 1  | Impact                 | Wpływ                   | Mike Goi            | Alexi Hawley                               | 29 września 2019     | 22 stycznia 2020        |
| 22  | 2  | The Night General      | Nocny detektyw          | Rob Bowman          | Fredrick Kotto                             | 6 października 2019  | 29 stycznia 2020        |
| 23  | 3  | The Bet                | Zakład                  | Barbara Brown       | Corey Miller                               | 13 października 2019 | 5 lutego 2020           |
| 24  | 4  | Warriors and Guardians | Wojownicy i opiekunowie | Lisa Demaine        | Brynn Malone                               | 20 października 2019 | 12 lutego 2020          |
| 25  | 5  | Tough Love             | Trudna miłość           | Rachel Feldman      | Vincent Angell                             | 27 października 2019 | 19 lutego 2020          |
| 26  | 6  | Fallout                | Schron                  | Bill Johnson        | Robert Bella                               | 3 listopada 2019     | 26 lutego 2020          |
| 27  | 7  | Safety                 | Bezpieczeństwo          | Sylvain White       | Terence Paul Winter                        | 10 listopada 2019    | 4 marca 2020            |
| 28  | 8  | Clean Cut              | Nagrody                 | Toa Fraser          | Mary Trahan                                | 17 listopada 2019    | 11 marca 2020           |
| 29  | 9  | Breaking Point         | Punkt krytyczny         | Leslie Libman       | Alexi Hawley, Corey Miller                 | 1 grudnia 2019       | 18 marca 2020           |
| 30  | 10 | The Dark Side          | Mroczna strona          | Bill Roe            | Alexi Hawley                               | 8 grudnia 2019       | 25 marca 2020           |
| 31  | 11 | Day of Death           | Data śmierci            | David McWhirter     | Brynn Malone, Fredrick Kotto               | 23 lutego 2020       | 1 kwietnia 2020         |
| 32  | 12 | Now and Then           | Powrót do pracy         | C. Chi-Yoon Chung   | Robert Bella                               | 1 marca 2020         | 8 kwietnia 2020         |
| 33  | 13 | Follow-Up Day          | Dawne sprawy            | Liz Friedlander     | Alexi Hawley                               | 8 marca 2020         | 15 kwietnia 2020        |
| 34  | 14 | Casualties             | Ofiary                  | Sylvain White       | Bill Rinier                                | 15 marca 2020        | 22 kwietnia 2020        |
| 35  | 15 | Hand-Off               | Dłoń                    | Michael Goi         | Vincent Angell, Mary Trahan                | 22 marca 2020        | 29 kwietnia 2020        |
| 36  | 16 | The Overnight          | W nocy                  | Stephanie Marquardt | Corey Miller, Rachael Seymour              | 5 kwietnia 2020      | 6 maja 2020             |
| 37  | 17 | Control                | Kontrola                | Marcus Stokes       | Alexi Hawley, Robert Bella                 | 12 kwietnia 2020     | 13 maja 2020            |
| 38  | 18 | Under the Gun          | On ma pistolet          | Tori Garrett        | Terence Paul Winter, Elizabeth Davis Beall | 26 kwietnia 2020     | 20 maja 2020            |
| 39  | 19 | The Q Word             | Słowo na S              | David McWhirter     | Natalie Callaghan, Nick Hurwitz            | 3 maja 2020          | 27 maja 2020            |
| 40  | 20 | The Hunt               | Obława                  | Bill Roe            | Alexi Hawley                               | 10 maja 2020         | 3 czerwca 2020          |

### Sezon 3 (2021)
| Nr | #  | Tytuł        | Polski tytuł           | Premiera (CBS)   | Premiera w Polsce (AXN) |
| -- | -- | ------------ | ---------------------- | ---------------- | ----------------------- |
| 41 | 1  | Consequences | Konsekwencje           | 3 stycznia 2021  | 1 czerwca 2021          |
| 42 | 2  | In Justice   | W imię sprawiedliwości | 10 stycznia 2021 | 8 czerwca 2021          |
| 43 | 3  | La Fiera     | La Fiera               | 17 stycznia 2021 | 15 czerwca 2021         |
| 44 | 4  | Sabotage     | Sabotaż                | 24 stycznia 2021 | 22 czerwca 2021         |
| 45 | 5  | Lockdown     | Alarm                  | 14 lutego 2021   | 29 czerwca 2021         |
| 46 | 6  | Revelations  | Przemyślenia           | 21 lutego 2021   | 6 lipca 2021            |
| 47 | 7  | True Crime   | Prawdziwa zbrodnia     | 28 lutego 2021   | 13 lipca 2021           |
| 48 | 8  | Bad Blood    | Krwawe porwanie        | 28 marca 2021    | 20 lipca 2021           |
| 49 | 9  | Amber        | Alert                  | 4 kwietnia 2021  | 27 lipca 2021           |
| 50 | 10 | Man of Honor | Druh                   | 11 kwietnia 2021 | 3 sierpnia 2021         |
| 51 | 11 | New Blood    | Świeża krew            | 18 kwietnia 2021 | 10 sierpnia 2021        |
| 52 | 12 | Brave Heart  | Waleczne serce         | 2 maja 2021      | 17 sierpnia 2021        |
| 53 | 13 | Triple Duty  | Trzy rzeczy            | 9 maja 2021      | 24 sierpnia 2021        |
| 54 | 14 | Threshold    | Próg                   | 16 maja 2021     | 31 sierpnia 2021        |

### Sezon 4 (2021–2022)
| N/o                                                                                  | #  | Tytuł               | Polski tytuł              | Premiera (ABC)       | Premiera w Polsce (AXN) |
| ------------------------------------------------------------------------------------ | -- | ------------------- | ------------------------- | -------------------- | ----------------------- |
| 55                                                                                   | 1  | Life and Death      | Życie i śmierć            | 26 września 2021     | 22 lutego 2022          |
| 56                                                                                   | 2  | Five Minutes        | Pięć minut                | 3 października 2021  | 1 marca 2022            |
| 57                                                                                   | 3  | In the Line of Fire | W pożarze                 | 10 października 2021 | 8 marca 2022            |
| 58                                                                                   | 4  | Red Hot             | Do czerwoności            | 17 października 2021 | 15 marca 2022           |
| 59                                                                                   | 5  | A.C.H.              | Wszystko się może zdarzyć | 31 października 2021 | 22 marca 2022           |
| 60                                                                                   | 6  | Poetic Justice      | Zasłużona sprawiedliwość  | 7 listopada 2021     | 29 marca 2022           |
| 61                                                                                   | 7  | Fire Fight          | Walka z pożarem           | 14 listopada 2021    | 5 kwietnia 2022         |
| 62                                                                                   | 8  | Hit and Run         | Wielka obława             | 5 grudnia 2021       | 12 kwietnia 2022        |
| 63                                                                                   | 9  | Breakdown           | Podsłuch                  | 12 grudnia 2021      | 19 kwietnia 2022        |
| 64                                                                                   | 10 | Heart Beat          | Uderzenie serca           | 2 stycznia 2022      | 26 kwietnia 2022        |
| 65                                                                                   | 11 | End Game            | Końcówka                  | 9 stycznia 2022      | 10 maja 2022            |
| 66                                                                                   | 12 | The Knock           | Puknięcie                 | 23 stycznia 2022     | 17 maja 2022            |
| 67                                                                                   | 13 | Fight or Flight     | Walcz lub uciekaj         | 30 stycznia 2022     | 24 maja 2022            |
| 68                                                                                   | 14 | Long Shot           | Strzał z daleka           | 27 lutego 2022       | 31 maja 2022            |
| 69                                                                                   | 15 | Hit List            | Zabójcza lista            | 6 marca 2022         | 7 czerwca 2022          |
| 70                                                                                   | 16 | Real Crime          | Rzeczywiste przestępstwo  | 13 marca 2022        | 14 czerwca 2022         |
| 71                                                                                   | 17 | Coding              | Kody                      | 3 kwietnia 2022      | 21 czerwca 2022         |
| 72                                                                                   | 18 | Backstabbers        | Nóż w plecy               | 10 kwietnia 2022     | 28 czerwca 2022         |
| 73                                                                                   | 19 | Simone              | Simone                    | 24 kwietnia 2022     | 5 lipca 2022            |
| Odcinek jest pierwszą częścią dwuodcinkowego odcinka pilotowego serialu Rekrut: FBI. |    |                     |                           |                      |                         |
| 74                                                                                   | 20 | Enervo              | Enervo                    | 1 maja 2022          | 12 lipca 2022           |
| Odcinek jest drugą częścią dwuodcinkowego odcinka pilotowego serialu Rekrut: FBI.    |    |                     |                           |                      |                         |
| 75                                                                                   | 21 | Mother’s Day        | Dzień Matki               | 8 maja 2022          | 19 lipca 2022           |
| 76                                                                                   | 22 | Day in the Hole     | Dniówka                   | 15 maja 2022         | 26 lipca 2022           |

### Sezon 5 (2022–2023)
| N/o | #  | Tytuł                  | Polski tytuł           | Premiera (ABC)       | Premiera w Polsce (AXN) |
| --- | -- | ---------------------- | ---------------------- | -------------------- | ----------------------- |
| 77 | 1  | Double Down            | Podwójna stawka        | 25 września 2022     | 21 lutego 2023          |
| 78 | 2  | Labor Day              | Poród                  | 2 października 2022  | 28 lutego 2023          |
| 79 | 3  | Dye Hard               | Dye-Hards              | 9 października 2022  | 7 marca 2023            |
| Odcinek jest crossoverem z serialem Rekrut: FBI (pojawia się postać z tego serialu).                            |    |                        |                        |                      |                         |
| 80 | 4  | The Choice             | Wybór                  | 16 października 2022 | 14 marca 2023           |
| Odcinek jest pierwszą częścią dwuodcinkowego crossoveru z serialem: Rekrut: FBI (część 2: sezon 1, odcinek 4).  |    |                        |                        |                      |                         |
| 81 | 5  | The Fugitive           | Uciekinier             | 23 października 2022 | 21 marca 2023           |
| 82 | 6  | The Reckoning          | Straszny dzień         | 30 października 2022 | 28 marca 2023           |
| 83 | 7  | Crossfire              | Pod ostrzałem          | 6 listopada 2022     | 4 kwietnia 2023         |
| 84 | 8  | The Collar             | Obroża                 | 4 grudnia 2022       | 11 kwietnia 2023        |
| 85 | 9  | Take Back              | Z powrotem             | 4 grudnia 2022       | 18 kwietnia 2023        |
| 86 | 10 | The List               | Lista                  | 3 stycznia 2023      | 25 kwietnia 2023        |
| Odcinek jest pierwszą częścią dwuodcinkowego crossoveru z serialem: Rekrut: FBI (część 2: sezon 1, odcinek 10). |    |                        |                        |                      |                         |
| 87 | 11 | The Naked and the Dead | Nadzy i martwi         | 10 stycznia 2023     | 9 maja 2023             |
| 88 | 12 | Death Notice           | Śmierć po ciebie idzie | 17 stycznia 2023     | 16 maja 2023            |
| 89 | 13 | Daddy Cop              | Tatuś gliniarz         | 24 stycznia 2023     | 23 maja 2023            |
| 90 | 14 | Death Sentence         | Wyrok śmierci          | 31 stycznia 2023     | 30 maja 2023            |
| 91 | 15 | The Con                | Przekręt               | 14 lutego 2023       | 6 czerwca 2023          |
| Odcinek jest crossoverem z serialem Rekrut: FBI (pojawia się postać z tego serialu).                            |    |                        |                        |                      |                         |
| 92 | 16 | Exposed                | Kontakt                | 21 lutego 2023       | 13 czerwca 2023         |
| 93 | 17 | The Enemy Within       | Wróg wewnętrzny        | 28 lutego 2023       | 20 czerwca 2023         |
| Odcinek jest pierwszą częścią dwuodcinkowego crossoveru z serialem: Rekrut: FBI (część 2: sezon 1, odcinek 17). |    |                        |                        |                      |                         |
| 94 | 18 | Double Trouble         | Podwójny kłopot        | 21 marca 2023        | 27 czerwca 2023         |
| 95 | 19 | A Hole in the World    | Wielka pustka          | 28 marca 2023        | 4 lipca 2023            |
| 96 | 20 | S.T.R.                 | S.T.R.                 | 18 kwietnia 2023     | 11 lipca 2023           |
| 97 | 21 | Going Under            | Tajna akcja            | 25 kwietnia 2023     | 18 lipca 2023           |
| Odcinek jest pierwszą częścią dwuodcinkowego crossoveru z serialem: Rekrut: FBI (część 2: sezon 1, odcinek 21). |    |                        |                        |                      |                         |
| 98 | 22 | Under Siege            | Oblężenie              | 2 maja 2023          | 25 lipca 2023           |

### Sezon 6 (2024)
| Nr  | #  | Tytuł               | Polski tytuł      | Premiera (ABC)   | Premiera w Polsce (AXN) |
| --- | -- | ------------------- | ----------------- | ---------------- | ----------------------- |
| 99  | 1  | Strike Back         | brak – nie nadano | 20 lutego 2024   | 20 sierpnia 2024        |
| 100 | 2  | The Hammer          | brak – nie nadano | 27 lutego 2024   | 27 sierpnia 2024        |
| 101 | 3  | Trouble in Paradise | brak – nie nadano | 5 marca 2024     | 3 września 2024         |
| 102 | 4  | Training Day        | brak – nie nadano | 26 marca 2024    | 10 września 2024        |
| 103 | 5  | The Vow             | brak – nie nadano | 2 kwietnia 2024  | 17 września 2024        |
| 104 | 6  | Secrets and Lies    | brak – nie nadano | 9 kwietnia 2024  | 24 września 2024        |
| 105 | 7  | Crushed             | brak – nie nadano | 30 kwietnia 2024 | 1 października 2024     |
| 106 | 8  | Punch Card          | brak – nie nadano | 7 maja 2024      | 8 października 2024     |
| 107 | 9  | The Squeeze         | brak – nie nadano | 14 maja 2024     | 15 października 2024    |
| 108 | 10 | Escape Plan         | brak – nie nadano | 21 maja 2024     | 22 października 2024    |

### Sezon 7 (2025)
| Nr  | #  | Tytuł                            | Polski tytuł      | Premiera (ABC)   | Premiera w Polsce (AXN) |
| --- | -- | -------------------------------- | ----------------- | ---------------- | ----------------------- |
| 109 | 1  | The Shot                         | brak – nie nadano | 7 stycznia 2025  | 27 maja 2025            |
| 110 | 2  | The Watcher                      | brak – nie nadano | 14 stycznia 2025 | 3 czerwca 2025          |
| 111 | 3  | Out of Pocket                    | brak – nie nadano | 21 stycznia 2025 | 10 czerwca 2025         |
| 112 | 4  | Darkness Falling                 | brak – nie nadano | 28 stycznia 2025 | 17 czerwca 2025         |
| 113 | 5  | Til Death                        | brak – nie nadano | 4 lutego 2025    | 24 czerwca 2025         |
| 114 | 6  | The Gala                         | brak – nie nadano | 11 lutego 2025   | 1 lipca 2025            |
| 115 | 7  | The Mickey                       | brak – nie nadano | 18 lutego 2025   | 8 lipca 2025            |
| 116 | 8  | Wildfire                         | brak – nie nadano | 25 lutego 2025   | 15 lipca 2025           |
| 117 | 9  | The Kiss                         | brak – nie nadano | 11 marca 2025    | 22 lipca 2025           |
| 118 | 10 | Chaos Agent                      | brak – nie nadano | 18 marca 2025    | 29 lipca 2025           |
| 119 | 11 | Speed                            | brak – nie nadano | 25 marca 2025    | 5 sierpnia 2025         |
| 120 | 12 | April Fools                      | brak – nie nadano | 1 kwietnia 2025  | 12 sierpnia 2025        |
| 121 | 13 | Three Billboards                 | brak – nie nadano | 8 kwietnia 2025  | 19 sierpnia 2025        |
| 122 | 14 | Mad About Murder                 | brak – nie nadano | 15 kwietnia 2025 | 26 sierpnia 2025        |
| 123 | 15 | A Deadly Secret                  | brak – nie nadano | 22 kwietnia 2025 | niewyemitowany          |
| 124 | 16 | The Return                       | brak – nie nadano | 29 kwietnia 2025 | niewyemitowany          |
| 125 | 17 | Mutiny And The Bounty            | brak – nie nadano | 6 maja 2025      | niewyemitowany          |
| 126 | 18 | The Good, The Bad, And The Oscar | brak – nie nadano | 13 maja 2025     | niewyemitowany          |

## Produkcja
27 października 2017 roku stacja ABC ogłosiła zamówienie pierwszego sezonu The Rookie z Nathanem Fillionem w roli głównej.
W lutym 2018 roku, poinformowano, że Alyssa Diaz, Richard T. Jones, Titus Makin, Mercedes Mason, Melissa O’Neil, Afton Williamson oraz Eric Winter dołączyli do obsady serialu.
15 maja 2018 roku, stacja ABC ogłosiła, że serial zadebiutuje jesienią 2018 roku, zaś na początku sierpnia 2018 roku, poinformowano, że Danny Nucci otrzymał rolę powracającą jako Sanford Motta. W dniu 11 maja 2019 roku, nadawca ogłosił przedłużenie serialu o drugi, a w maju 2020 o trzeci sezon serialu.
Rok później - 14 maja 2021 roku - stacja ABC zamówiła czwarty sezon, w 2022 roku piąty sezon, a w 2023 roku szósty sezon serialu. 7 sezon emitowany jest od 7 stycznia 2025 roku. 